# Valderrábano
Para el vihuelista y compositor renacentista, véase Enríquez de Valderrábano.

Cincel de Cubo de Valderrábano

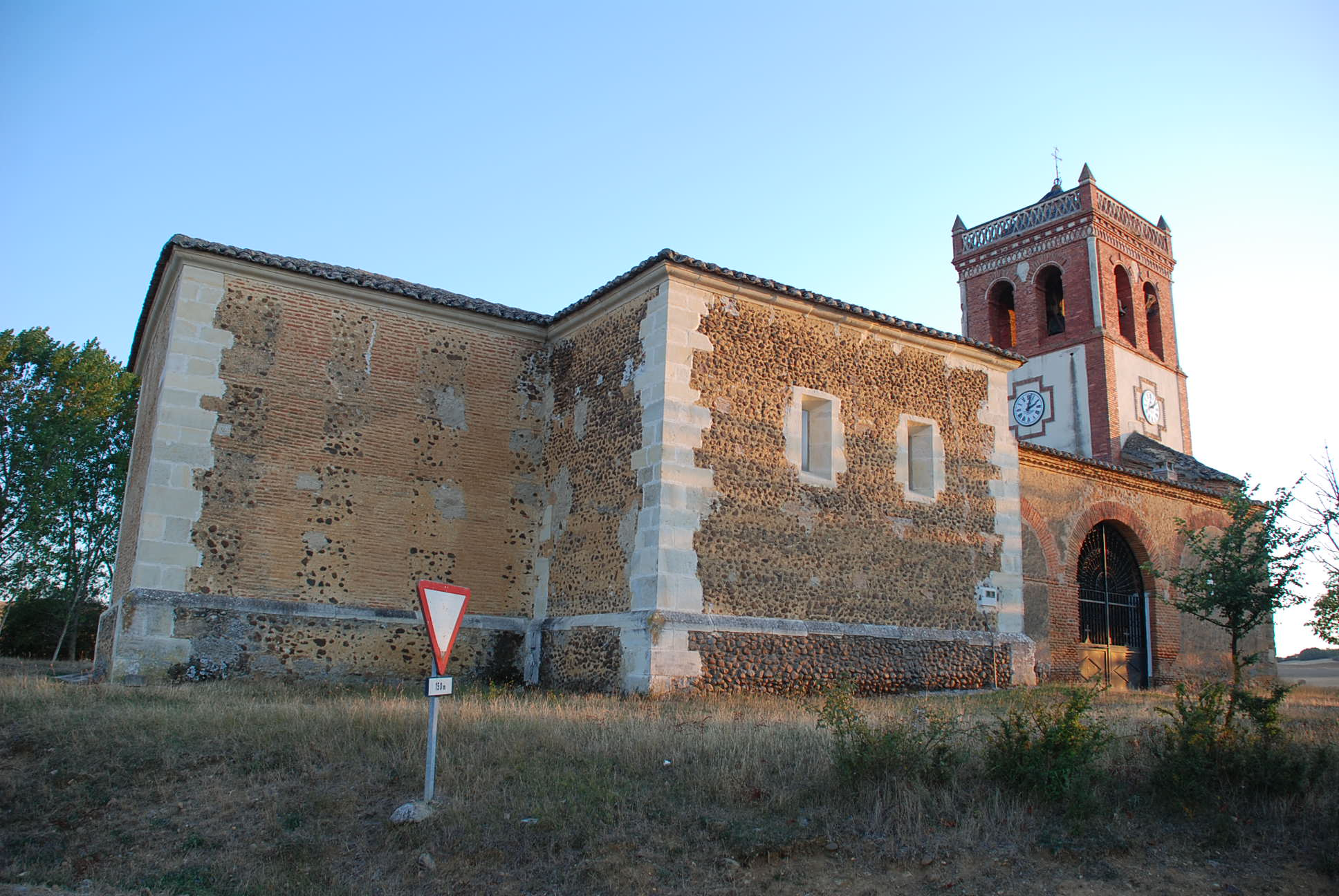
Iglesia de Santa Cecilia

Valderrábano es un municipio, una pedanía y también una localidad española de la provincia de Palencia, en la comunidad autónoma de Castilla y León.

## Toponimia
El nombre o topónimo de Valderrábano proviene del sustantivo latino vallis o vallem, valle, más rábano, los conocidos crucíferos comestibles y no del latín rapa o colina como algunos creen.
Por tanto, significa Valle de Rábanos.[cita requerida]

## Geografía
Su término municipal también comprende los términos de:
- El despoblado de Mazuelas.
- El despoblado de Osezuela.
- Valles de Valdavia.

## Historia

### Edad del Bronce
Valderrábano fue tempranamente habitado, a tenor de las evidencias arqueológicas que datan en la Edad de Bronce el hallazgo en el término de un cincel de cubo. Esta pieza es de aspecto robusto, asimétrica y filo bastante ancho. La sección es rectangular y con el cubo bastante profundo y de vaciado cónico. Presenta rebabas de fundición en los flancos y su estado de conservación bueno. Actualmente se encuentra depositado en el Museo Arqueológico Provincial de Palencia. Las dimensiones del mismo son:
- Longitud máxima: 116 mm.
- Anchura máxima: 26 mm.
- Anchura en el filo: 17 mm.

### Edad Media
En el pago conocido como el Torrejón, cercano a la iglesia parroquial, se pueden distinguir más restos de una torre fuerte de épocas medievales. De igual manera en el pago conocido como de las Garitas, se pueden observar algunas estructuras que fueran de una despoblado medieval que tuviera necrópolis medieval. 
El Becerro de las Behetrías de Castilla de mediados del siglo XIV. Está la existencia de otro despoblado medieval denominado Ozuela u Osezuela, ubicado en el actual valle de Poleares. 
El caserío de Mazuelas, finca agrícola actual, mantiene solo ruinas de su ermita de San Pelayo, cuya portada muestra restos de un románico primitivo y rural, fechado a finales del siglo XII, acaso, por tanto, otro despoblado medieval con un origen mozárabe.

## Geografía humana

### Demografía
Cuenta con una población de 47 habitantes (INE 2024).
| Gráfica de evolución demográfica de Valderrábano entre 1842 y 2021 |
| |
| Población de derecho según los censos de población del INE Población de hecho según los censos de población del INEEntre el censo de 1857 y el anterior, crece el término del municipio porque incorpora a 345129 (Valles de Valdavia) y 345057 (Mazuelas) |

| 1900 | 1910 | 1920 | 1930 | 1940 | 1950 | 1960 | 1970 | 1981 | 1991 |
| 332  | 394  | 355  | 326  | 373  | 404  | 315  | 198  | 139  | 115  |

### Economía
- Agricultura, ganadería
- Agua mineral natural (BOCyL nº264 9-12-2004)

## Patrimonio
- Iglesia de Santa Cecilia: Obra de mampostería a base de cantos rodados. Posee una torre construida a mediados del siglo XX a base de ladrillos así como portada de medio punto de sillería, precedida de pórtico en el lado del Evangelio.
- Ruinas de "El Torrejón": yacimiento arqueológico medieval en el que se intuyen los restos de lo que fue un castillo con torre con dos cubos adosados en sus esquinas.